# Станка Стойчева
Станка Стойчева е българска общественичка, участничка в акцията по спасяването на българските евреи.

## Биография
Родена е в Търговище. Произхожда от заможен и образован български род. На 30-годишна възраст съпругът ѝ умира и тя, заедно с двете си деца, се мести в дома на родителите си. През 1943 г., евреи, изселени от София пристигат в Търговище. Родителите на Станка приемат в дома си семейството на Лако Нисим Ефраим. Едно от децата – Лея е бременна, но тъй като живее нелегално няма как да получи медицинска помощ по време на раждането. Лея е принудена да роди в хамбара дете на име Меди, благодарение на Станка и нейните умения, детето се ражда живо. Станка Стойчева и майка ѝ помагат на още много еврейски жени без да се интересуват от религията и етноса им. Умира през 1964 г. На 19 януари 2005 г. израелската комисия към Държавния институт „Яд Вашем“ я провъзгласява за „Праведник на света“.